# Конституція свободи
«Конституція свободи» — книга Фрідріха Гаєка, вперше опублікована в 1960 році видавництвом Чиказького університету. Багато вчених вважають «Конституцію свободи» найважливішою працею Гаєка.

## Передумови
У 1950 році, коли Гаєк переїхав до Чикаго, він деякий час працював над есе «Зловживання та занепад розуму»; деякі з ранніх висновків були опубліковані в книзі «Індивідуалізм та економічний порядок» (1948), а ще більше буде опубліковано в «Контрреволюції науки» (1952). Його цікавив зв'язок між суспільною трансформацією та способом представлення наукових знань. У порівнянні з членством в економічному відділенні, він мав значно кращі результати в Комітеті з соціальної думки. 7 березня 1954 року Гаєк звернувся до Фонду Гуґґенхайма з проханням профінансувати його подорож до Італії та Греції. Він зробив це не лише для вивчення Джона Стюарта Мілля, але й тому, що вважав, що відвідини цих неіндустріальних регіонів допоможуть йому краще зрозуміти, як розвиваються традиції та культура в аграрних суспільствах. Його цікавив розвиток нераціональних, але невербально виражених правил і традицій. Він планував опублікувати дві книги про ліберальний порядок: «Конституція свободи» і «Творчі сили вільної цивілізації» (зрештою, це назва другого розділу «Конституції свободи»). Він завершив роботу над «Конституцією свободи» у травні 1959 року, а її публікація відбулася у лютому 1960 року.

## Огляд
За словами Брюса Колдуелла, виклики, які Г. Д. Дікінсон та Джон Мейнард Кейнс поставили перед ідеями Гаєка щодо політичної філософії та економіки, полягали в тому, що Дікінсон просив позитивної програми від опонентів колективізму, в той час як Кейнс хотів отримати вказівки щодо того, де провести межу між добрим і поганим державним втручанням. Гаєк відповів на ці виклики у цій книзі.

Свобода як відсутність примусу з боку інших відрізняється від політичної свободи, внутрішньої свободи та свободи як влади чи здатності. На думку Гаєка, свобода — це особливе благо, яке дозволяє людям переслідувати власні цілі без примусу. Оскільки свобода змушує людей обирати різні шляхи і пристосовуватися до мінливих обставин, вона необхідна для інновацій і прогресу. Але Гаєк застерігає від надмірного контролю і потенційного придушення спонтанних сил, необхідних для суспільного прогресу. У вільному суспільстві прогрес багатих може принести користь решті, створюючи нові інновації та стандарти життя.

Те, що дозволено робити деякі речі, не є свободою, однак воно може нею називатися; і хоча свобода толерує обмеження робити якісь речі, вона не існує, коли для більшості потрібний дозвіл на те, що може робити окрема людина. Різниця між свободою і свободами така ж, як між умовою, за якої дозволено все, що не забороняють загальні правила, і умовою, за якої заборонено все, що не дозволено.
Гаєк протиставляє дві оцінки свободи та розуму: раціоналістичну та еволюційну. Раціоналістичні підходи наголошують на свідомому проектуванні та контролі, а еволюційні — на важливості традицій, спонтанного порядку та обмеженості людського розуму. Через притаманну людській цивілізації складність і непередбачуваність, людський розум повинен діяти в рамках суспільної еволюції.
Зниження поваги до індивідуальної відповідальності та індивідуальної свободи є результатом неправильної інтерпретації уроків науки. Відповідальність стала юридичним поняттям. Але не меншою мірою воно є моральним поняттям. Ставлення до функціонування соціального порядку, схвалення чи несхвалення того, як він визначає відносне становище індивідів, тісно пов'язане з поглядами на відповідальність. Почуття відповідальності послаблюється як через надмірне розширення кола обов'язків індивіда, так і через звільнення його від реальних наслідків своїх дій. Ефективна відповідальність повинна бути індивідуальною відповідальністю.
Рівність загальних норм права і поведінки сприяє свободі. Вона неминуче породжує нерівність у багатьох аспектах. Передача норм і традицій у сім'ї нерозривно пов'язана з можливістю передачі матеріальних цінностей. Важко збагнути, як обмеження поліпшення матеріального становища лише одним поколінням може принести користь справжньому добробуту суспільства.
Обговорюється успадкування власності та роль, яку воно відіграє у передачі багатства від покоління до покоління, еволюція сприйняття рівності. Розглядаючи питання цінності та заслуг, Гаєк пише, що винагорода людей на основі уявних заслуг може підірвати свободу і створити напруженість у суспільстві. Гаєк кидає виклик традиційним уявленням про рівність, заслуги та справедливість, виступаючи за нюансоване розуміння цих понять у контексті індивідуальної свободи та суспільної організації.
Демократія слугує механізмом для створення законів, тоді як лібералізм зосереджується на фундаментальних принципах, які формують ці закони. Гаєк підкреслює важливість усвідомлення того, що демократія сама по собі автоматично не забезпечує існування якісного законодавства, і наголошує на необхідності спільних принципів, якими має керуватися більшість при прийнятті рішень. Крім того, він досліджує небезпеки, пов'язані з необмеженою владою більшості, виступаючи за захист індивідуальних свобод у демократичних рамках.
Лібералізм і демократія перебувають у складному взаємозв'язку, що вимагає обмеження державної влади для забезпечення ефективного управління. Гаєк досліджує динаміку розвитку відносин між незалежними індивідами та працевлаштованою більшістю, особливо в рамках капіталізму та демократії. Підкреслюється важливість збереження балансу між незалежністю та зайнятістю, наголошується на необхідності значної кількості незалежних індивідів для захисту свободи та різноманітності в суспільстві. Крім того, Гаєк заглиблюється в роль заможних людей у підтримці нематеріалістичних прагнень. Крім того, він виступає проти демонізації багатства та успіху, стверджуючи, що обмеження індивідуальних досягнень може перешкоджати суспільному прогресу.
Обговорюється важливість захисту окремих сфер від втручання. Права власності мають важливе значення для запобігання примусу. Запобігання примусу є основною функцією держави, в той час як моральні правила і конвенції чинять тиск на поведінку, не являючи собою жорсткого примусу. Ці непримусові правила сприяють соціальній взаємодії, не обмежуючи при цьому свободу. Гаєк обговорює поняття права та його зв'язок зі свободою в суспільстві. Право як набір загальних, абстрактних правил, які однаково застосовуються до всіх, забезпечує безпечну і вільну сферу для індивідуальних дій.
Обговорюється різниця між законами та конкретними командами. Закони характеризуються своєю загальністю та абстрактністю, дозволяючи індивідам приймати власні рішення в рамках, передбачених законом. Гаєк також стверджував, що закони слугують для координації індивідуальних дій, допомагають взаємній співпраці та встановлюють порядок у суспільстві без необхідності централізованого керівництва. Верховенство права має важливе значення для збереження індивідуальної свободи та уможливлення ефективної соціальної організації.

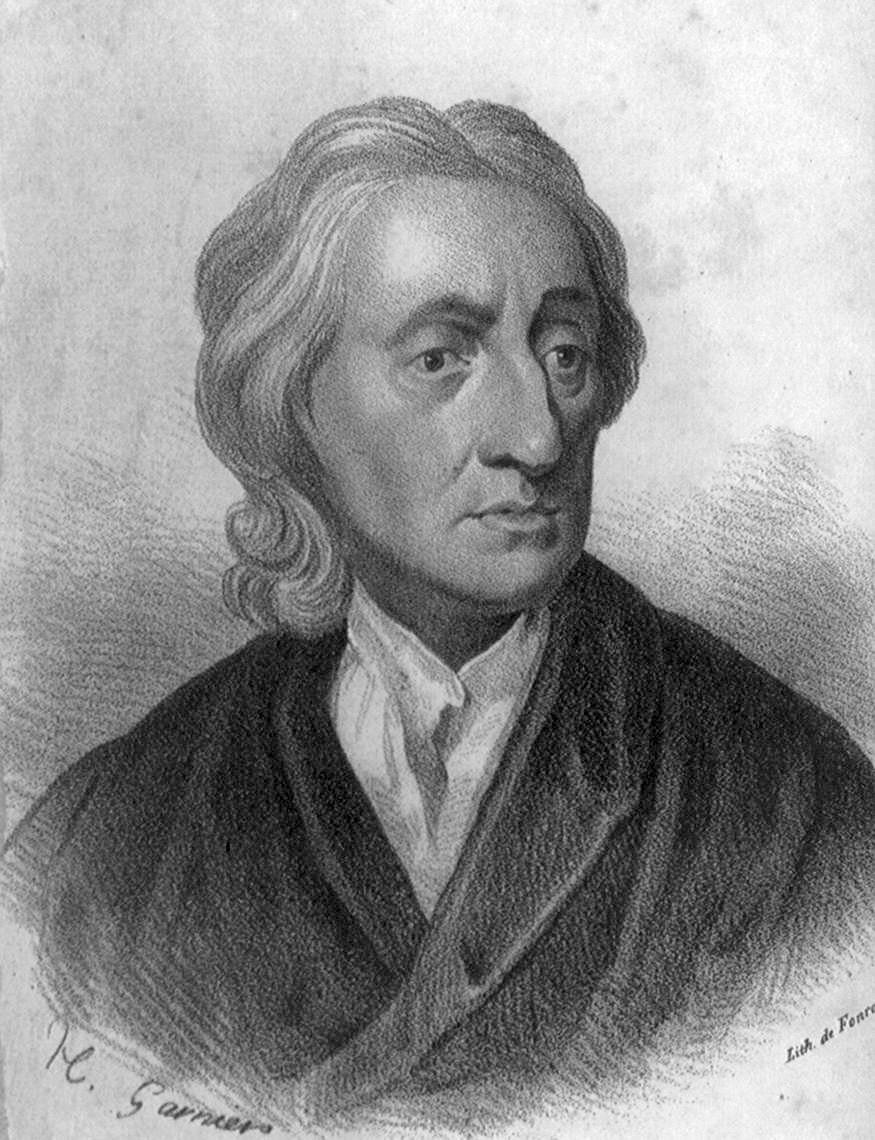
Джон Лок, англійський філософ (1632 – 1704)

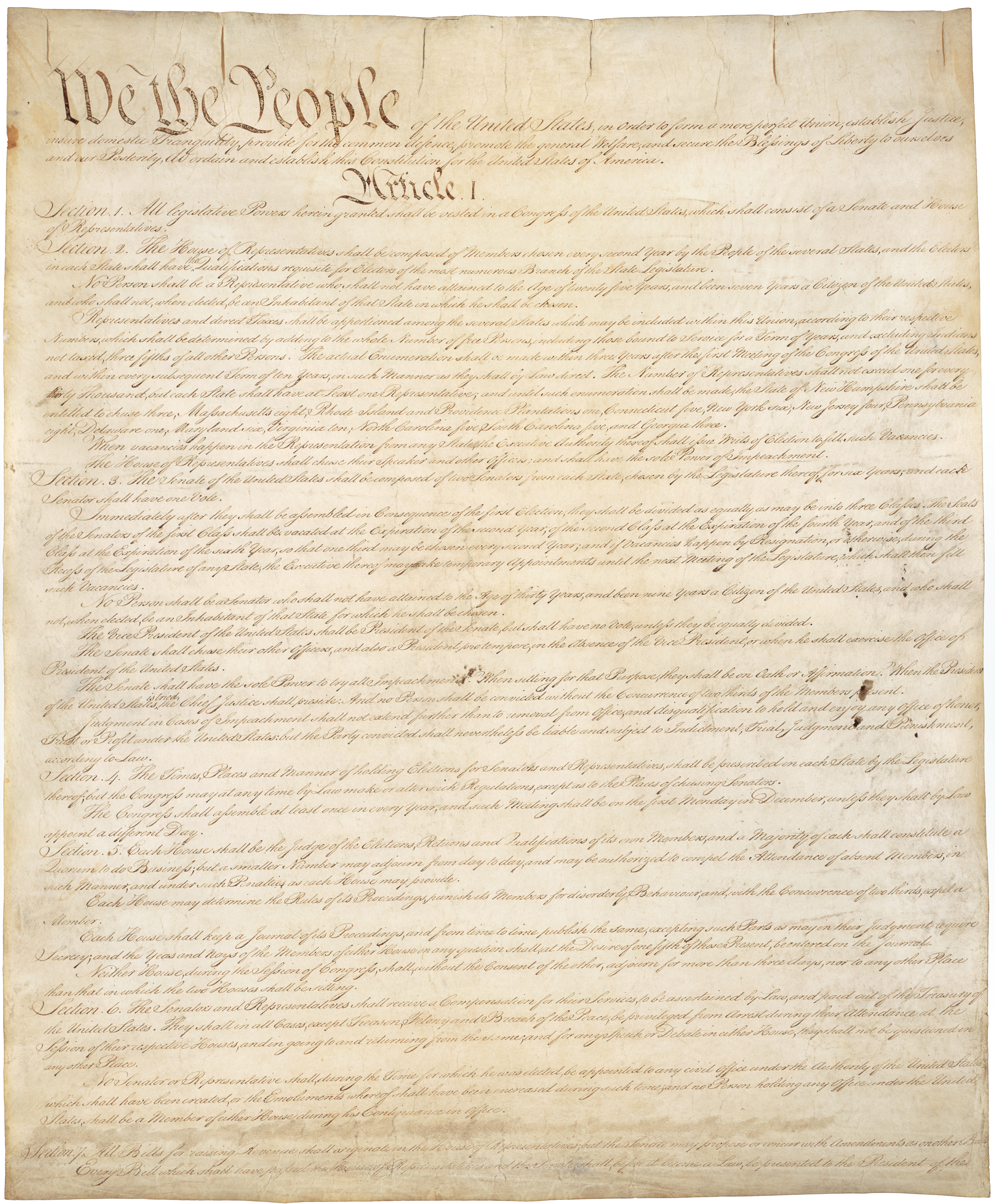
Конституція США, 1787

Гаєк простежує еволюцію індивідуальної свободи, починаючи з Англії XVII століття. Він розглядає середньовічні та класичні впливи, боротьбу англійців за свободу, філософські обґрунтування таких постатей, як Джон Лок, та консолідацію цих ідеалів у XVIII столітті. Існують виклики традиційним концепціям свободи, особливо з боку французької революційної думки, що призводить до змін у політичних ідеологіях. Розвиток конституціоналізму в США сприяє формуванню конституцій штатів і розробці федеральної Конституції. Обговорюється вплив Білля про права, принцип поділу влади та роль судового контролю у захисті прав особистості та обмеженні урядових повноважень. Розповідь поширюється на виклики, з якими стикається американська Конституція, включаючи конфлікти між виконавчою владою та Верховним судом. Він підкреслює важливість американського експерименту в галузі конституціоналізму, відзначаючи його тривалий успіх, визнаючи при цьому поточні виклики і необхідність постійної пильності для підтримки верховенства права. Гаєк обговорює історичний розвиток концепції верховенства права, зосереджуючись на її еволюції в Європі, зокрема в Німеччині та Франції. Він підкреслює суперечність між ідеалом верховенства права та реаліями адміністративної влади, наголошуючи на тому, що адміністративний апарат часто розширювався за рахунок індивідуальних свобод, незважаючи на зусилля, спрямовані на встановлення конституційних обмежень. Він обговорив створення адміністративних судів у Німеччині як засіб досягнення судового контролю над адміністративними діями, протиставляючи це ситуації в Англії. Зрештою, він розмірковує про виклики та протиріччя в реалізації верховенства права на тлі зростання бюрократичної влади та становлення держави загального добробуту.

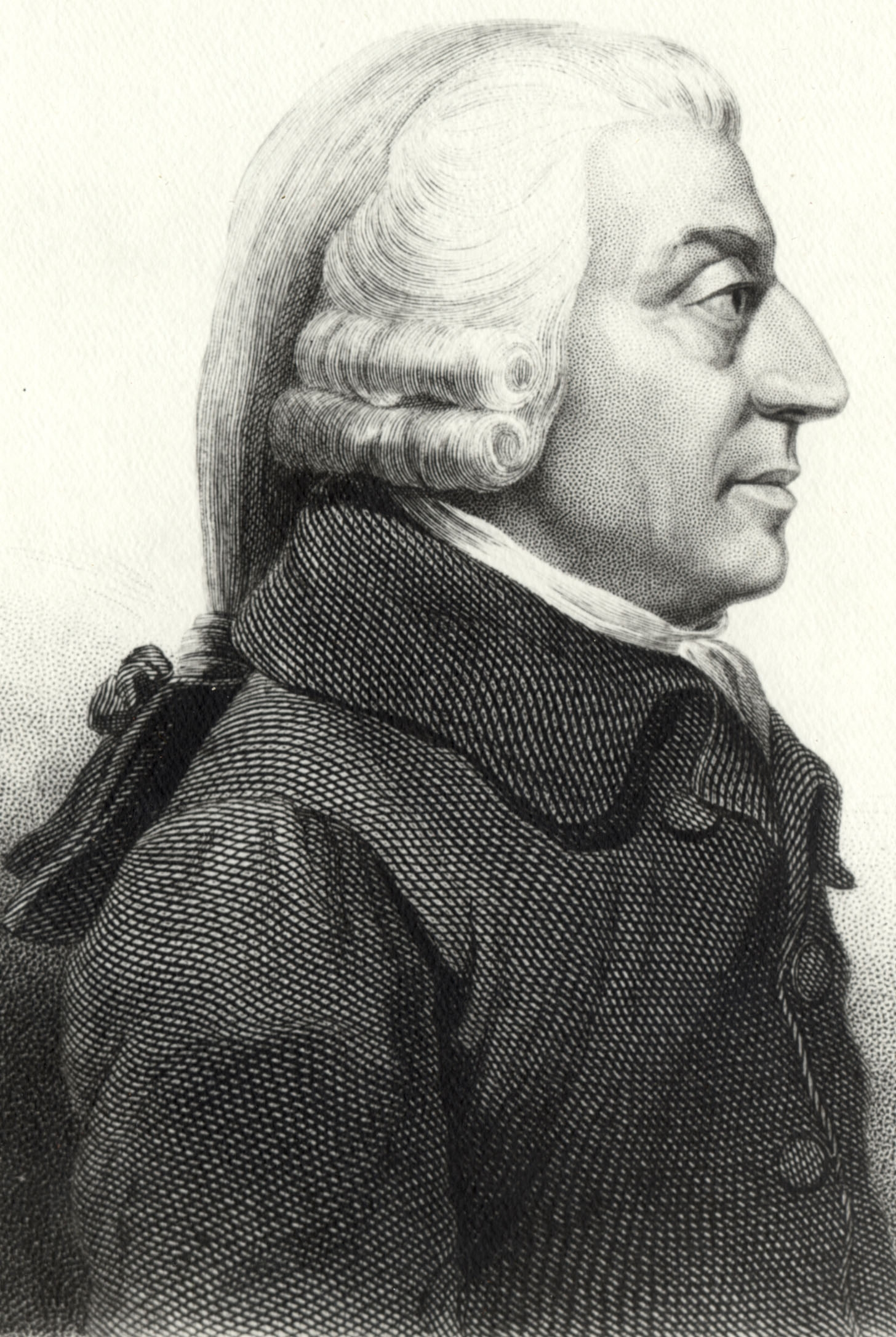
Адам Сміт, шотландський економіст (1723 – 1790)

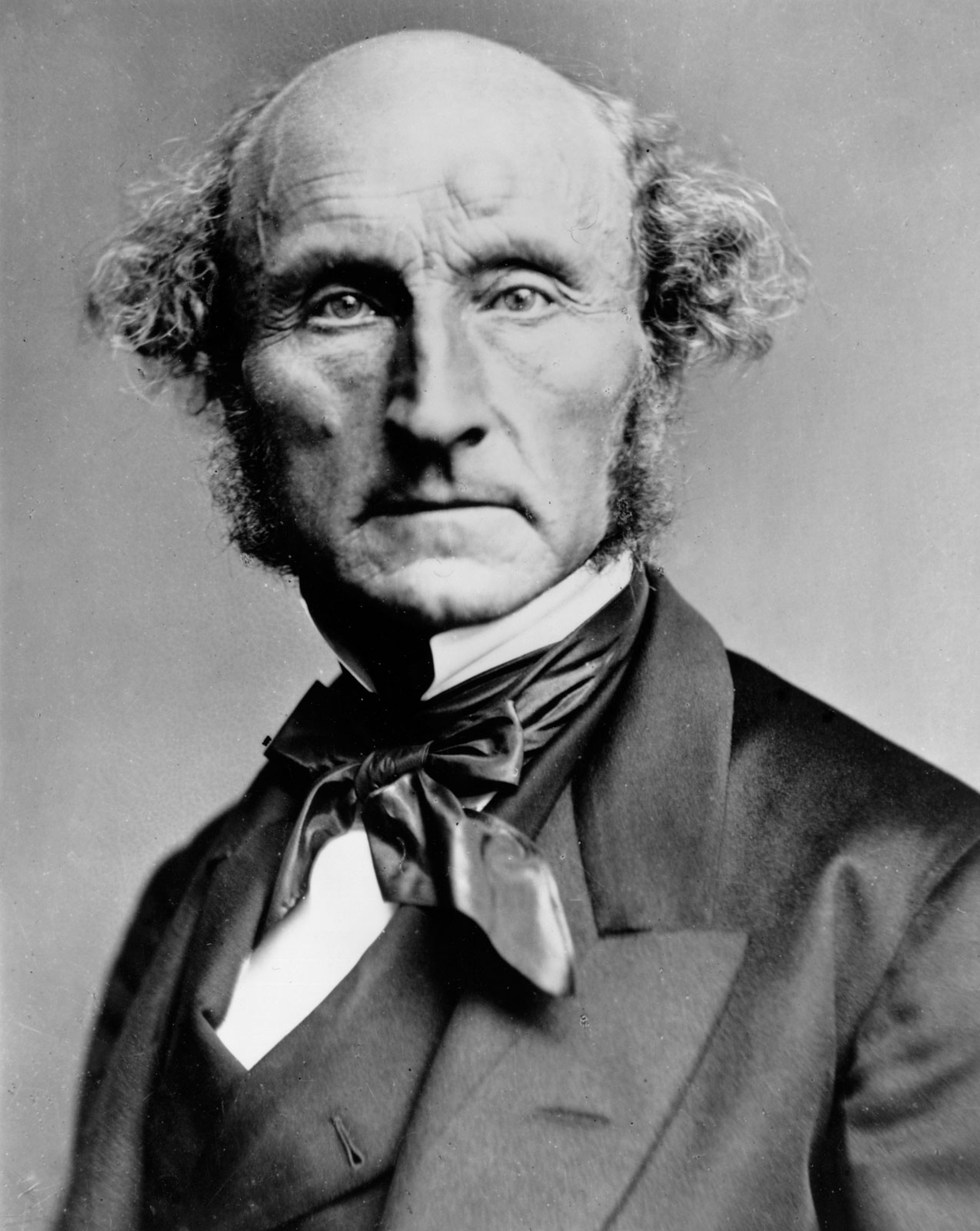
Джон Стюарт Мілл, англійський економіст (1806 – 1873)

Концепція та значення верховенства права полягає у забезпеченні індивідуальної свободи в суспільстві, яке керується демократичними принципами. Необхідність чітких правил, які регулюють дії уряду, обмежують адміністративний розсуд і гарантують, що примусові повноваження здійснюються у визначених правових межах. Судовий контроль контролює адміністративні рішення і захищає індивідуальні права. Гаєк торкається питання балансу між індивідуальними свободами та необхідним державним втручанням, особливо під час надзвичайних ситуацій, наголошуючи на важливості компенсації за будь-які порушення індивідуальних прав. Він підкреслює важливість верховенства права над процедурними гарантіями, застерігаючи від простого дотримання юридичних формальностей без справжньої відданості основоположним принципам справедливості та чесності. Концепція свободи в економічних питаннях функціонує в рамках верховенства права. Такі діячі, як Адам Сміт і Джон Стюарт Мілл, виступали за економічну свободу в правових межах, підкреслюючи важливість загальних правил над державним втручанням. Підкреслюється різниця між законною діяльністю уряду, такою як надання послуг і встановлення стандартів, і довільним контролем над цінами та обсягами. Гаєк виступає проти прагнення до розподільчої справедливості, яка суперечить верховенству права і може призвести до відмови від принципів вільного ринку на користь централізованої планової економіки. Гаєк підкреслює, що дотримання верховенства права є важливим для збереження індивідуальної свободи та економічної ефективності.

Герб Фабіанського товариства

Гаєк окреслює історичний наратив, зосереджуючись на ерозії верховенства права в різних західних країнах, зокрема в Англії та Сполучених Штатах, з кінця XIX до середини XX століття. Він висвітлює перехід до адміністративного розсуду над фіксованими правовими нормами під впливом соціалістичних ідеологій та усвідомленої потреби в ефективності врядування. В оповіданні обговорюються ключові постаті та рухи, такі як фабіанський рух у Великій Британії та рух за державне управління в США, які виступали за посилення державного контролю за рахунок індивідуальних свобод. Гаєк також розглядає інтелектуальні тенденції, які підривали традиційні правові принципи, включаючи нападки на визначеність права та просування адміністративного абсолютизму. Незважаючи на ці тенденції, Гаєк виявляє ознаки реакції на ці зміни, особливо в країнах, які пережили тоталітарні режими, і підкреслює важливість збереження верховенства права в демократичних рамках. На завершення він визнає зусилля, спрямовані на відродження традиції верховенства права, але відзначає брак чіткого усвідомлення його наслідків у сучасному суспільстві.
«Чому я не консерватор» — це критика консерватизму. Консерватизм занадто зосереджений на збереженні статус-кво і несприйнятливий до змін, тому може призвести до відсутності прогресу та інновацій, а також консерватизм часто асоціюється з авторитаризмом і може становити загрозу індивідуальній свободі, на думку Гаєка.

## Зміст (згідно українського видання)
Переднє слово
Вступ

### Частина I. ЦІННІСТЬ СВОБОДИ
- Розділ перший. Свобода і свободи
- Розділ другий. Творчий потенціял вільної цивілізації
- Розділ третій. Здоровий глузд проґресу
- Розділ четвертий. Свобода, розум і традиція
- Розділ п'ятий. Відповідальність і свобода
- Розділ шостий. Рівність, цінності і заслуги
- Розділ сьомий. Влада більшості
- Розділ восьмий. Незалежність і наймана праця

### Частина II. СВОБОДА І ЗАКОН
- Розділ дев'ятий. Примус і держава
- Розділ десятий. Закон, накази і порядки
- Розділ одинадцятий. Витоки норм закону
- Розділ дванадцятий. Внесок Америки: конституціялізм
- Розділ тринадцятий. Лібералізм і адміністрація: правова держава ("Rechtsstaat")
- Розділ чотирнадцятий. Ґарантії індивідуально свободи
- Розділ п'ятнадцятий. Економічна політика та верховенство закону
- Розділ шістнадцятий. Занепад Закону

### Частина III. СВОБОДА В ДЕРЖАВІ ЗАГАЛЬНОГО ДОБРОБУТУ
- Розділ 17. Занепад соціалізму і піднесення держави загального добробуту
- Розділ 18. Професійні спілки і зайнятість
- Розділ 19. Соціяльне забезпечення
- Розділ 20. Оподаткування і перерозподіл
- Розділ 21. Монетарна система
- Розділ 22. Житлове будівництво і планування міського розвитку
- Розділ 23. Сільське господарство і природні ресурси
- Розділ 24. Освіта і наукова діяльність

Післяслово
Примітки
Покажчик імен та прізвищ

## Сприйняття
Сідні Хук критикував віру Гаєка у перевагу традиції над розумом і його відмову від розумного соціального контролю. Хук стверджував, що історія показує небезпеку покладання виключно на нераціональні процеси, а планування може співіснувати з демократією і свободою. Хук також критикує вузьке визначення свободи Гаєка та його бінарне мислення. Визнаючи цінність Гаєка як застережливого голосу, він, зрештою, стверджує, що економічна філософія Гаєка може призвести до катастрофи.
Ліонель Роббінс погодився з акцентом Гаєка на нераціональному елементі в соціальних звичках та інститутах, але висловив занепокоєння, що цей акцент може призвести до нерозбірливого прийняття та захоплення всіма інститутами та звичками, включаючи ті, що є шкідливими. Роббінс відзначив контраст між Г'юмом і Берком: Г'юм був більш схильний піддавати інститути критичному аналізу з точки зору суспільної корисності, в той час як консерватизм Берка іноді стає невиправданим. Роббінс також не погоджувався з класифікацією Гаєком англійських утилітаристів ХІХ століття як «хибних» континентальних раціоналістів і стверджував, що їхня думка цілком вписується в традицію англійського емпіризму і не заслуговує на ярлик «хибного» лібералізму. Роббінс також припустив, що Бентам і його послідовники не були доктринерськими індивідуалістами, а скоріше мали нюансовані погляди на економічну організацію і не обов'язково підтримували колективізацію.
Френк Найт критикував Гаєка за недостатню увагу до найважливіших подій і принципів Ліберальної революції, яка створила демократичні суспільства, наголошуючи на важливості демократії, політичного порядку і верховенства права. Найт критикував Гаєка за зневажливе ставлення до політично організованої свободи. Найт звинуватив Гайєка в анархістських заявах, які виключають правителів і логічно обмежують законодавство, а також у тому, що критика демократії з боку Гайєка означає, що уряд не повинен нічого робити, окрім як забезпечувати дотримання загальновідомих законів. Він також критикував ставлення Хайєка до рівності, стверджуючи, що його крайній абсолютизм є помилкою. Найт також звинуватив Гаєка в тому, що він дійшов до абсурду в обговоренні рівності можливостей, ігноруючи роль соціальних структур у формуванні можливостей і наслідки історії та соціальних сил для індивідуальних досягнень.
Джейкоб Вайнер стверджував, що висновки Гаєка є безумовними, оскільки він обирає крайні позиції для атаки і працює з обмеженим набором значень. На думку Вайнера, такий підхід може призвести до логічних помилок, таких як атака на солом'яного опудала або помилка недослідженого залишку. Він також ставить під сумнів доктрину Гаєка, яка виглядає схожою на соціал-дарвінізм та історизм.
Рональд Гамові критикував погляди Гаєка на примус і складність його визначення в рамках його теоретичної концепції. Він розкритикував запропоновану Гаєком концепцію, стверджуючи, що вона дозволяє концентрацію влади в руках держави і може призвести до повалення особистої свободи. Гамові дійшов висновку, що позиція Гаєка щодо примусу та свободи має бути відкинута через її непослідовність. Гаєк відповів на критику Гамові
Маргарет Тетчер підняла і грюкнула по столу виданням Конституції Свободи була, на політичній зустрічі Британської Консервативної партії, перервавши презентацію, посилаючись на книгу, зазначивши, що «це те, у що ми віримо».
«Конституція свободи» була розміщена на 9-му місці у списку 100 найкращих нон-фікшн книжок ХХ століття, складеному двотижневим консервативним журналом National Review.

## Українські видання
- Гаєк Ф. А. Конституція свободи / Пер. з англ. Мирослави Олійник та Андрія Королишина. — Львів: Літопис, 2002. — 556 с. (ISBN 966-7007-44-7)